# Museu de la Reial Força Aèria Saudita
El Museu de la Reial Força Aèria Saudita és un museu de l'Aràbia Saudita que es troba a la carretera de circumval·lació est de Riad entre les sortides 10 i 11. El museu presenta la història de la Reial Força Aèria Saudita des de la seva creació a la dècada del 1920 fins a l'actualitat. El museu compta amb un parc a l'aire lliure i un museu estàtic interior gran i modern.
Les sales de presentació contenen exposicions sobre la història dels motors dels avions i el seu armament, uniformes, insígnies i condecoracions i una exhibició especial sobre el Príncep Sultà Bin Salman bin Abdulaziz Al Saud de l'Aràbia Saudita, el primer saudita a l'espai.

## Parc d'avions
Els avions en exposició inclouen:
- BAC Lightning T-55
- BAC Strikemaster Mk80
- Boeing 707 HZ-HM2 in Saudia livery
- Boeing F-15D
- Cessna O-1
- Cessna 310
- Douglas A-26 Invader B model
- Douglas DC-4
- Lockheed C-130 Hercules
- Lockheed L-1011 Tristar HZ-AHP a Saudia livery
- Lockheed T-33A
- Panavia Tornado ADV F3 & IDS
- T-6 Texan 206